# Touch Too Much
Touch Too Much – utwór grupy AC/DC, pochodzący z szóstego albumu Highway to Hell (1979). Tekst stworzyli Angus i Malcolm Youngowie oraz Bon Scott. Jest to ostatnia piosenka, której wokalistą był Scott.
Piosenka znajduje się na wydanej w 1997 kompilacji Bonfire. W 2008 zespół Hot Chip nagrał swoją wersję „Touch Too Much” i umieścił ją na albumie Made in the Dark.
Motyw utworu znajduje się w grze Grand Theft Auto IV: The Lost and Damned z 2010.

## Pozycje
(1980)
- German singles Chart – 13

## Skład
- Bon Scott – wokal
- Angus Young – gitara prowadząca
- Malcolm Young – gitara rytmiczna, wokal
- Cliff Williams – gitara basowa, wokal
- Phil Rudd – perkusja